# Erzsébet-busz (Budapest)
A budapesti Erzsébet-busz Pesterzsébet helyi, szerződéses körjárata volt, ami a kerület fontosabb létesítményeinek (rendelőintézet, vasútállomás, üzletek, oktatási intézmények, hivatalok) elérését biztosította a Gubacsi lakótelep környezetéből. Kijelölt végállomása a 3-as villamos végállomása melletti Lajtha László utca megállóhely volt. A viszonylatot a Budapesti Közlekedési Zrt. üzemeltette.

## Története
Az Erzsébet-busz 2005. május 15-én indult el a Gubacsi lakótelep, valamint a Mediterrán lakópark közvetlen, kerület-központi kapcsolatának létesítése érdekében. A járat indulásával a térségből átszállásmentesen elérhető vált számos kerületi közintézmény, pl. a Szakorvosi rendelő és a Polgármesteri Hivatal is.
2008. augusztus 21-én az Erzsébet-busz jelzése 119-esre módosult.

## Útvonala
| Lajtha László utca → Gubacsi lakótelep → Lajtha László utca |
| --- |
| Lajtha László utca vá. – Határ út – Török Flóris utca – Topánka utca – Helsinki út – Csepeli átjáró alsó szerviz út – Vízisport utca – Zamárdi utca – Teremszeg utca – Téglaégető utca – Zodony utca – Meddőhányó utca – Helsinki út – Topánka utca – Ady Endre utca – János utca – Lajtha László utca – Lajtha László utca vá. |

## Megállóhelyei
| 0  | Lajtha László utca végállomás |                                                      |
| 2  | Török Flóris utca             | 19 30, 52                                            |
| 3  | János tér                     | 19 30, 52                                            |
| 4  | Ady Endre utca                | 19, 23, 48, 59, 66, 166 30, 52                       |
| 5  | Pesterzsébet, városközpont    | 19, 23, 23, 48, 59, 66, 66, 166                      |
| 6  | Baross utca                   | 19, 23, 48, 59, 66, 166                              |
| 8  | Csepeli átjáró                | 48, 51, 59, 66, 166 Pesterzsébet felső: Ráckevei HÉV |
| 9  | Vízisport utca                |                                                      |
| 10 | Teremszeg utca                |                                                      |
| 11 | Téglaégető utca               | 66, 51, 166 Helyközi buszok Pesterzsébet             |
| 12 | Zodony utca                   |                                                      |
| 16 | Pesterzsébet, MÁV-állomás     | 66, 51, 166 Helyközi buszok Pesterzsébet             |
| 17 | Baross utca                   | 19, 23, 48, 59, 66, 166                              |
| 19 | Pesterzsébet, városközpont    | 19, 23, 23, 48, 59, 66, 66, 166                      |
| 20 | Ady Endre utca                | 19, 23, 48, 59, 66, 166 30, 52                       |
| 21 | János tér                     | 19 30, 52                                            |
| 22 | Lajtha László utca            |                                                      |
| 23 | Lajtha László utca végállomás | 19, 66 3, 30                                         |